# Murailles de Roccastrada
Les murailles de Roccastrada (en italien : Mura di Roccastrada) constituent le système défensif du centre historique de Roccastrada, dans la province de Grosseto en Toscane,.

## Histoire
Les murailles de la ville ont été construits au XIIe siècle pour protéger le centre historique de Roccastrada, qui connaissait à cette époque une période de développement et d'expansion urbaine.
L'enceinte était construite sur trois côtés, descendant vers les extrémités nord et sud du côté ouest, où la présence de masses rocheuses abruptes garantissait un système défensif naturel pour cette zone du village.
Au fil des siècles, le système défensif d'origine a subi diverses modifications au cours des époques ultérieures, à tel point qu'il s'est retrouvé à divers endroits adossé aux maisons, tout en restant privé des différentes tours de guet qui s'élevaient parfois le long du périmètre extérieur de la courtine.

## Description
Les murailles de Roccastrada entourent partiellement le centre historique d'origine médiévale. Alors que du côté ouest existait déjà une défense naturelle grâce aux masses rocheuses abruptes sur lesquelles se dresse le village, les murailles de la ville qui se sont développées le long des trois autres côtés ont été bien conservées sur les côtés nord et sud, bien qu'appuyées presque partout contre le murs extérieurs de bâtiments et de bâtiments résidentiels.
Les sections des murs d'enceinte conservées présentent encore le revêtement d'origine en blocs de pierre, même aux différents endroits où se superposaient les murs d'autres bâtiments du centre historique. En outre, la Porta di Borgo est préservée, qui représentait depuis ses origines le principal accès au centre historique.
La Torre dell'orologio, du XIVe siècle, a également été préservée du système défensif original, fortement rénové au siècle dernier, qui remplissait autrefois des fonctions de tour de guet et marquait les différentes heures de la journée avec le tintement des cloches.

## Galerie

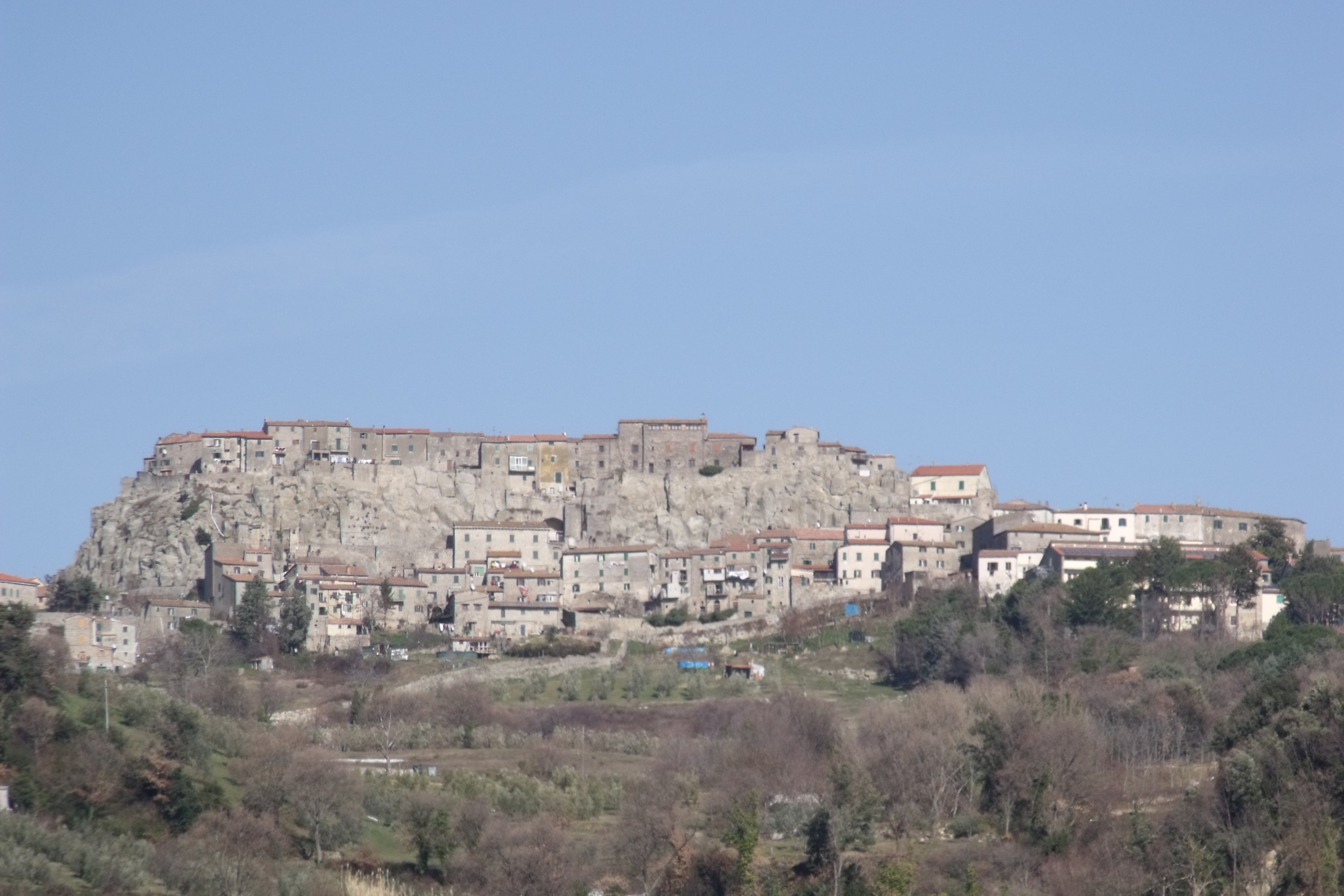
La ville de Roccastrada
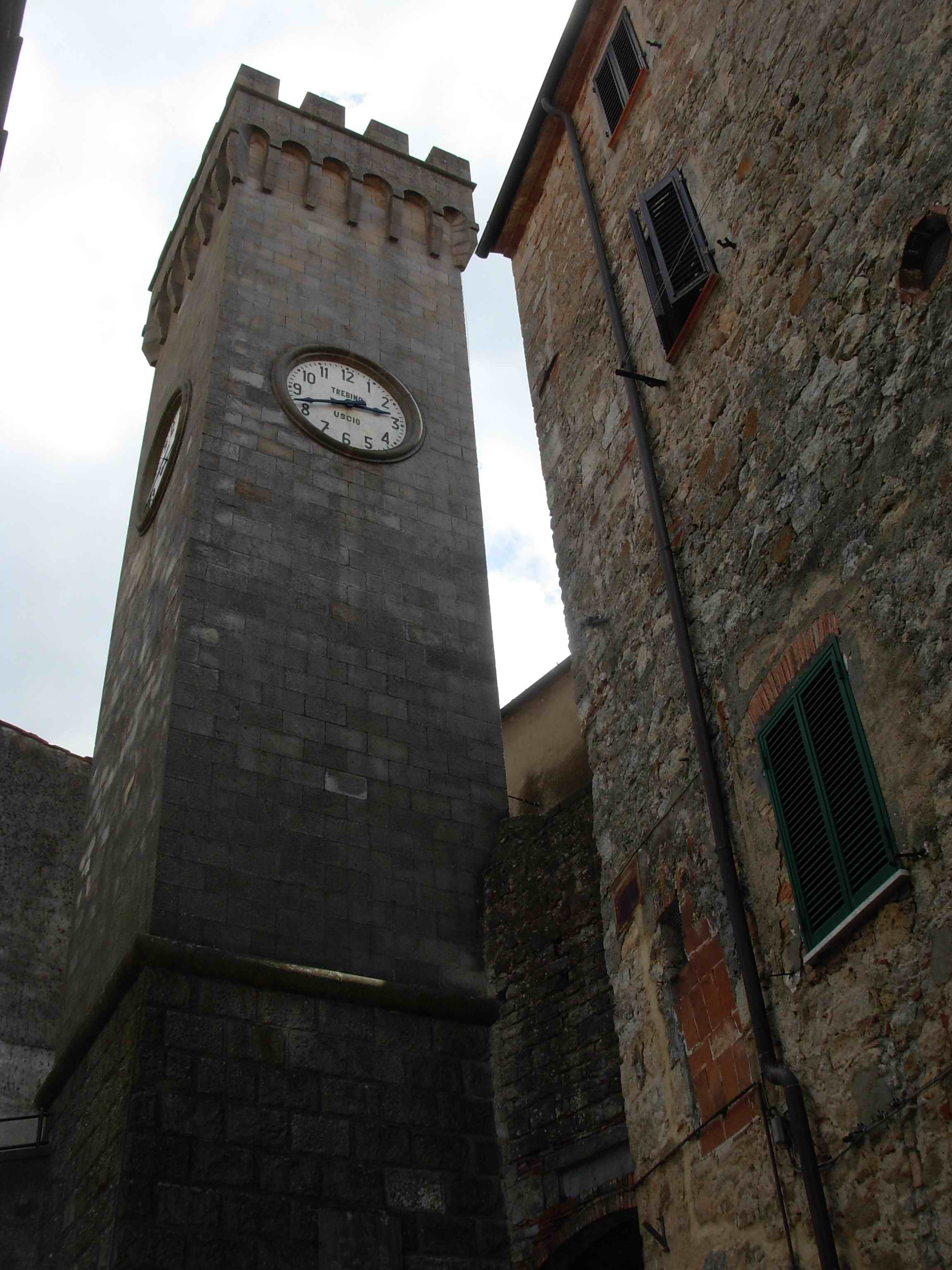
Torre dell'orologio